# Pueblo Nuevo de Talandracas
Pueblo Nuevo de Talandracas es un caserío peruano ubicado en el distrito de Chulucanas, perteneciente a la provincia de Morropón del departamento de Piura, al norte del Perú.

## Ubicación
Pueblo Nuevo de Talandracas se ubica al noroeste de la provincia de Morropón, en el distrito de Chulucanas, en el departamento de Piura.

## Demografía
En 2017 Pueblo Nuevo de Talandracas tenía una población de 458 habitantes.